# سیارک ۳۷۱۵
سیارک ۳۷۱۵ (به انگلیسی: 3715 Stohl، نامگذاری:1980DS) سه هزار و هفتصد و پانزدهمین سیارک کشف شده‌است که در ۱۹ فوریه ۱۹۸۰ کشف شد.
قدر مطلق سیارک برابر ۱۳٫۵۰ است.